# Shogunato Ashikaga
El shogunato Ashikaga (足利幕府 Ashikaga bakufu?) fue el segundo régimen feudal militar japonés, establecido por los shōgun del clan Ashikaga durante los años 1336 hasta 1573. El período es también conocido como el período Muromachi y se debe su nombre al área de Muromachi en Kioto, donde el tercer shōgun Yoshimitsu se estableció.
Este shogunato fue creado, debido a que su fundador, Ashikaga Takauji, quien estaba del lado del Emperador contra el anterior shogunato Kamakura, el clan Ashikaga tuvo un poder compartido con el gobierno Imperial, mayor al que tenía el shogunato Kamakura. Sin embargo, fue un shogunato débil, comparando al shogunato Kamakura y al shogunato Tokugawa. La mayoría del poder regional aún permanecía en los daimyō provinciales, y el poder militar del shogunato dependía mayormente en la lealtad de estos al clan Ashikaga. Debido a que los feudos de los daimyō se volvían más poderosos, y tenían sed de poder, esto desencadenó en una guerra civil al final del shogunato, también conocido como el Período Sengoku.
El shogunato Ashikaga fue destruido en 1573 cuando Oda Nobunaga depuso al decimoquinto y último shōgun Yoshiaki, expulsándolo de Kioto. A partir de ese momento pasarían treinta años, hasta que en 1603 se instaura el tercer y último shogunato en Japón, el shogunato Tokugawa.

## Lista de shōgun
1. Ashikaga Takauji (1305–1358) (r. 1338–1358)
2. Ashikaga Yoshiakira (1330–1368) (r. 1359–1368)
3. Ashikaga Yoshimitsu (1358–1408) (r. 1368–1394)
4. Ashikaga Yoshimochi (1386–1428) (r. 1395–1423)
5. Ashikaga Yoshikazu (1407–1425) (r. 1423–1425)
6. Ashikaga Yoshinori (1394–1441) (r. 1429–1441)
7. Ashikaga Yoshikatsu (1434–1443) (r. 1442–1443)
8. Ashikaga Yoshimasa (1436–1490) (r. 1449–1473)
9. Ashikaga Yoshihisa (1465–1489) (r. 1474–1489)
10. Ashikaga Yoshitane (1466–1523) (r. 1490–1493, 1508–1521)
11. Ashikaga Yoshizumi (1480–1511) (r. 1495–1508)
12. Ashikaga Yoshiharu (1510–1550) (r. 1522–1547)
13. Ashikaga Yoshiteru (1536–1565) (r. 1547–1565)
14. Ashikaga Yoshihide (1540–1568) (r. 1568)
15. Ashikaga Yoshiaki (1537–1597) (r. 1568–1573)